# Bandiagara (miasto)
Bandiagara (bambara: Banjagara) – miasto w środkowym Mali w obszarze Kraju Dogonów w regionie administracyjnym Mopti, 6865 mieszkańców (stan ze stycznia 2005). Duże znaczenie dla gospodarki miasta ma turystyka – zatrzymuje się tu wielu turystów odwiedzających pobliskie wioski ludu Dogonów.